# 褐雀鹛
，是雀鹛科雀鹛属的一种，分布于文莱、泰国、印度尼西亚和马来西亚。该物种的保护状况被评为近危。
褐雀鹛的平均体重约为14.3克。栖息地包括种植园、亚热带或热带的湿润低地林和河流、溪流。